# Ветровка (Киевская область)
Ветровка (укр. Вітрівка) — село, входит в Макаровский район Киевской области Украины.
Население по переписи 2001 года составляло 285 человек. Почтовый индекс — 08062. Телефонный код — 4578. Занимает площадь 0,12 км². Код КОАТУУ — 3222786502.

## Местный совет
08062, Київська обл., Макарівський р-н, с. Пашківка, вул. Леніна, 5